# Nyingchi

Nyingchi Prefecture in the Khu tự trị Tây Tạng

Nyingchi  (tiếng Tạng tiêu chuẩn: ཉིང་ཁྲི་ས་ཁུལ་; Wylie: nying-khri sa khul; giản thể: 林芝地区; phồn thể: 林芝地區; bính âm: Línzhī Dìqū, Hán Việt:Lâm Chi địa khu) là một đơn vị hành chính tại đông nam Khu tự trị Tây Tạng tại Trung Quốc. Chính phủ Trung Quốc cũng xếp nhiều khu vực tại vùng tranh chấp với Ấn Độ thuộc địa khu này. Nyingchi có Tu viện Buchasergyi Lakang.

## Huyện
Hai huyện Zayü (察隅县; Sát Ngung) và Mêdog (墨脱县; Mặc Thoát) được chính phủ Trung Quốc coi là thuộc về Khu tự trị Tây Tạng tuy nhiên trên thực tế lãnh thổ của hai huyện này hiện thuộc quyền kiểm soát của bang Arunachal Pradesh thuộc Ấn Độ.
| Map | Map           | Map        | Map                | Map                     | Map            | Map                      | Map                    | Map             |               |
| --- | ------------- | ---------- | ------------------ | ----------------------- | -------------- | ------------------------ | ---------------------- | --------------- | ------------- |
|     |               |            |                    |                         |                |                          |                        |                 |               |
| #   | Tên           | Chữ Hán    | Bính âm            | Hán Việt                | Tạng văn       | Wylie                    | Dân số (ước tính 2003) | Diện tích (km²) | Mật độ (/km²) |
| 1   | Nyingchi      | 林芝县     | Línzhī Xiàn        | Lâm Chi huyện           | ཉིང་ཁྲི་ས་རྫོང་     | nying khri rdzong        | 30.000                 | 8.536           | 4             |
| 2   | Gongbo'gyamda | 工布江达县 | Gōngbùjiāngdá Xiàn | Công Bố Giang Đạt huyện | ཀོང་པོ་རྒྱ་མདའ་རྫོང་ | kong po rgya mda' rdzong | 30.000                 | 12.960          | 2             |
| 3   | Mainling      | 米林县     | Mǐlín Xiàn         | Mễ Lâm huyện            | སྨན་གླིང་རྫོང་      | sman gling rdzong        | 20.000                 | 9.507           | 2             |
| 4   | Mêdog         | 墨脱县     | Mòtuō Xiàn         | Mặc Thoát huyện         | མེ་ཏོག་རྫོང་       | me tog rdzong            | 10.000                 | 31.394          | 0             |
| 5   | Bomê          | 波密县     | Bōmì Xiàn          | Ba Mật huyện            | སྤོ་མེས་རྫོང་       | spo mes rdzong           | 30.000                 | 16.770          | 2             |
| 6   | Zayü          | 察隅县     | Cháyú Xiàn         | Sát Ngung huyện         | རྫ་ཡུལ་རྫོང་       | rdza yul rdzong          | 20.000                 | 31.305          | 1             |
| 7   | Nang          | 朗县       | Lǎng Xiàn          | Lãng huyện              | སྣང་རྫོང་         | snang rdzong             | 10.000                 | 4.114           | 2             |